# Tá na Mira
«Tá na Mira» es una canción de la cantante pop brasileña Anitta, lanzada como sencillo promocional el 23 de abril de 2013 para descarga digital. Aunque fue confirmado como segundo sencillo de su álbum debut, la canción terminó siendo sustituida por "Show das Poderosas", que fue enviada oficialmente a las radios, y "Tá Na Mira" se encargó de ser un promocional liberado solo digitalmente.

## Antecedentes
Al principio, con la producción del álbum de debut de la cantante, la discográfica decidió que la canción "Tá na Mira" sería lanzada como segundo sencillo, pero "Show das Poderosas" acabó siendo elegida para el puesto. En el mismo mes, el clip de este había en solo una semana alcanzado 1 millón de visualizaciones en YouTube. "Tá na Mira" terminó siendo liberada como sencillo promocional solo streaming en el 23 de abril de 2013. Un EP del mismo título, conteniendo canciones como "Meiga & Abusada", además de canciones exclusivas, fue lanzada siete días después.

## Composición
"Tá na Mira" es una canción derivada del pop. De acuerdo con el portal del Multishow, la letra comienza con una declaración derretida, en las letras "Yo no soy de hablar, pero yo te quiero [...] Tipo mágico, fue rápido para que te quiero", pero de acuerdo "La niña mala muestra su personalidad" en los versos "Pero baja la pelota / ahora viene mi proceder", "Soy más que una conquista / no soy mujer de la pista" y "Pero si tú no quieres / yo quiero menos aún". La obra fue escrita con un metrónomo de 132 golpes por minuto.

## Promoción
En la Rede Globo ella participó en los programas Esquenta!, Caldeirão do Huck, Encontro com Fátima Bernardes y en el Mais Você, en el que participó por más de una hora.
El 6 de abril de 2013, Anitta presentó "Meiga & Abusada" en el programa de televisión Legendários en la Rede Record. En mayo de 2013 ella participó en los programas Pânico na Band en el Programa do Ratinho. El 3 de mayo de 2013 se lanzó un vídeo lírico que contiene imágenes animadas, siendo estas de la cantante en clima de oeste, así como es notable en partes de la canción.

## Lista de canciones
- Sencillo CD/Descarga digital

| Tá na Mira — Sencillo |              |          |  |
| N.º                   | Título       | Duración |  |
| 1.                    | «Tá na Mira» | 2:41     |  |

## Posicionamiento en listas
| Brasil   | Brasil Hot 100 Airplay | 10 |
| Portugal | Portugal Hot 100       | 18 |

## Créditos
- Anitta - vocalista, coros y arreglos vocales
- Umberto Tavares - producción, instrumentos, programación, edición de voz, ingeniero de sonido, coros
- Batutinha - mezcla
- Daniel "Orelha" Oliveira- ingeniería